# Нейплс
Нейплс (англ. Naples) — город, расположенный в округе Коллиер (штат Флорида, США) с населением в 21 653 человека по статистическим данным переписи 2007 года.

## Экономика
В городе находится штаб-квартира радиокомпании Beasley Broadcast Group.

## География
По данным Бюро переписи населения США город Нейплс имеет общую площадь в 37,3 квадратных километров, из которых 31,16 кв. километров занимает земля и 6,16 кв. километров — вода. Площадь водных ресурсов округа составляет 16,51 % от всей его площади.
Город Нейплс расположен на высоте 1 метр над уровнем моря.
| Показатель                    | Янв. | Фев. | Март | Апр. | Май | Июнь | Июль | Авг. | Сен. | Окт. | Нояб. | Дек. | Год  |
| ----------------------------- | ---- | ---- | ---- | ---- | --- | ---- | ---- | ---- | ---- | ---- | ----- | ---- | ---- |
| Абсолютный максимум, °C       | 31   | 31   | 32   | 33   | 34  | 35   | 36   | 36   | 36   | 35   | 33    | 31   | 36   |
| Средний суточный максимум, °C | 24   | 25   | 26   | 28   | 30  | 31   | 32   | 32   | 32   | 29   | 27    | 25   | 28   |
| Средняя температура, °C       | 18   | 19   | 20   | 23   | 25  | 26   | 27   | 27   | 27   | 24   | 22    | 19   | 23   |
| Средний суточный минимум, °C  | 13   | 13   | 15   | 18   | 20  | 22   | 23   | 23   | 23   | 20   | 17    | 13   | 18   |
| Абсолютный минимум, °C        | 1    | 1    | 3    | 5    | 12  | 16   | 20   | 20   | 20   | 7    | 1     | −1   | −1   |
| Норма осадков, мм             | 40   | 40   | 60   | 60   | 100 | 200  | 220  | 200  | 240  | 110  | 30    | 30   | 1390 |
| Источник: Weatherbase         |      |      |      |      |     |      |      |      |      |      |       |      |      |

## Демография
По данным переписи населения 2007 года в городе проживало 21 653 человека, 6568 семей, насчитывалось 10 803 домашних хозяйств и 16 956 жилых домов. Средняя плотность населения составляла около 673,2 человека на один квадратный километр. Расовый состав по данным переписи распределился следующим образом: 62,50 % белых, 14,6 % — чёрных или афроамериканцев, 0,12 % — коренных американцев, 0,33 % — азиатов, 0,02 % — выходцев с тихоокеанских островов, 2,07 % — представителей смешанных рас, 0,30 % — других народностей. Испаноговорящие составили 22,2 % от всех жителей города.
Из 10 803 домашних хозяйств в 10,9 % — воспитывали детей в возрасте до 18 лет, 53,8 % представляли собой совместно проживающие супружеские пары, в 5,0 % семей женщины проживали без мужей, 39,2 % не имели семей. 34,0 % от общего числа семей на момент переписи жили самостоятельно, при этом 20,1 % составили одинокие пожилые люди в возрасте 65 лет и старше. Средний размер домашнего хозяйства составил 1,92 человек, а средний размер семьи — 2,38 человек.
Население города по возрастному диапазону по данным переписи 2000 года распределилось следующим образом: 10,9 % — жители младше 18 лет, 2,3 % — между 18 и 24 годами, 14,5 % — от 25 до 44 лет, 30,0 % — от 45 до 64 лет и 42,3 % — в возрасте 65 лет и старше. Медианный возраст жителей составил 61 год. На каждые 100 женщин в городе Нейплс приходилось 86 мужчин, при этом на каждые сто женщин 18 лет и старше приходилось 83,9 мужчин также старше 18 лет.
Медианный доход на одно домашнее хозяйство в городе составил 71 553 доллара США, а медианный доход на одну семью — 102 262 доллара. При этом мужчины имели медианный доход в 86 092 доллара США в год против 30 948 долларов дохода у женщин. Доход на душу населения в городе составил 61 141 доллар в год. 3,1 % от всего числа семей в округе и 5,9 % от всей численности населения находилось на момент переписи населения за чертой бедности, при этом 15,1 % из них были моложе 18 лет и 3,3 % — в возрасте 65 лет и старше.

## Галерея
- Нейплс: Болота
- Пляж
- Городская пристань
- Пляж
- Дорога US 41